# Julija Stupak
Julija Sergejevna Stupak (russisk: Юлия Сергеевна Ступак født den 21. januar 1995) er en russisk langrendsløber, der fik sin debut ved verdensmesterskaberne i Lahtis den 1. marts 2014.
Hun deltog i de olympiske vinterlege 2018 i Pyeongchang, hvor hun vandt bronze i sprint og bronze i stafet, og konkurrerede for olympiske atleter fra Rusland (OAR).